# Dawsons Creek
Dawsons Creek (originaltitel: Dawson's Creek) är en amerikansk TV-serie från 1998–2003 som handlar om ett gäng ungdomars uppväxt i den amerikanska småstaden Capeside.
Karaktärerna är Dawson Leery, Joey Potter, Pacey Witter, Jen Lindley och syskonen Jack och Andie Mcphee. Serien börjar med att Jen flyttar från New York till sin mormor i Capeside. Grannpojken Dawson bli genast förälskad i Jen. De blir ihop men sedan gör de slut. Dawson blir förälskad i barndomsvännen Joey men Joey är tillsammans med Jack som visar sig vara homosexuell. Ungdomarna stöter på många vardagsproblem som de sedan löser.
Serien spelades in i Wilmington, North Carolina.

## Rollförteckning (urval)
| Skådespelare        | Karaktär            | Regelbundna säsonger | Återkommande säsonger |
| ------------------- | ------------------- | -------------------- | --------------------- |
| Katie Holmes        | Joey Potter         | 1–6                  | –                     |
| James Van Der Beek  | Dawson Leery        | 1–6                  | –                     |
| Michelle Williams   | Jen Lindley         | 1–6                  | –                     |
| Joshua Jackson      | Pacey Witter        | 1–6                  | –                     |
| Mary Beth Peil      | Evelyn "Grams" Ryan | 1–6                  | –                     |
| Kerr Smith          | Jack McPhee         | 3–6                  | 2                     |
| Meredith Monroe     | Andie McPhee        | 3–4                  | 2, 6                  |
| Busy Philipps       | Audrey Liddell      | 6                    | 5                     |
| Mary-Margaret Humes | Gail Leery          | 1–4                  | 5 – 6                 |
| John Wesley Shipp   | Mitch Leery         | 1–4                  | 5                     |
| Nina Repeta         | Bessie Potter       | 1–4                  | 5 – 6                 |